# Kuala Rawa
Kuala Rawa is een bestuurslaag in het regentschap Aceh Tengah van de provincie Atjeh, Indonesië. Kuala Rawa telt 241 inwoners (volkstelling 2010).